# Alburnoides manyasensis
Alburnoides manyasensis — вид коропоподібних риб роду Бистрянка (Alburnoides) родини Ялецеві (Leuciscidae). Вид є ендеміком річки Коса, притоки озера Маньяс (басейн Мармурового моря в Анатолії, Туреччина). Полюбляє прозорі та швидкі струмки з каменистим дном. Тіло завдовжки 9,2 см.